# Haganai - I Have Few Friends
Haganai - I Have Few Friends (僕は友達が少ない?, Boku wa tomodachi ga sukunai, lett. "Io ho pochi amici"), anche nota semplicemente come Haganai (はがない?), è una serie di light novel scritta da Yomi Hirasaka e illustrata da Buriki, pubblicata dalla Media Factory a partire dal 2009 e composta in totale da 11 volumi. In Italia i diritti sono stati acquistati da Edizioni BD per l'etichetta J-Pop.
La serie è stata adattata in differenti serie manga: la prima versione, che mantiene lo stesso titolo delle light novel e la stessa trama, è iniziata nel 2010, è stata realizzata da Itachi e pubblicata sulla rivista Monthly Comic Alive. I diritti del manga sono stati acquistati sempre da J-Pop che ne ha iniziato la pubblicazione nell'ottobre 2012. La seconda versione, che narra una storia leggermente diversa, è scritta da Misaki Harukawa e illustrata da Shōichi Taguchi, è intitolata Boku wa tomodachi ga sukunai + ed è pubblicata sulla rivista Jump Square.
Un adattamento anime di dodici episodi, prodotto da AIC Build e diretto da Hisashi Saitō, è stato trasmesso in Giappone tra il 7 ottobre e il 23 dicembre 2011 sui canali TBS e MBS. Un episodio OAV è stato pubblicato il 26 settembre 2012 e anticipa una seconda stagione anime, intitolata Boku wa tomodachi ga sukunai NEXT, che è andata in onda fra l'11 gennaio e il 29 marzo 2013.

## Trama
Kodaka Hasegawa è uno studente appena trasferitosi all'istituto St. Chronica's Academy, un istituto superiore cattolico. A causa dei suoi capelli biondi, eredità di una madre europea, Hasegawa non riesce a fare amicizia con i suoi compagni che, credendo che abbia i capelli tinti, lo reputano un delinquente.
Un giorno, Kodaka si imbatte nella tagliente e solitaria Yozora Mikazuki, che sta chiacchierando con la sua amica immaginaria Tomo. Rendendosi conto che nessuno di loro ha una vita sociale, Kodaka e Yozora decidono che il miglior modo per risolvere la propria situazione è fondare un club chiamato Club del Tuo Prossimo (隣人部?, Rinjin-bu), creato appositamente per permettere agli studenti di fare nuove amicizie.
Al club si uniscono altri cinque membri: la bella e arrogante idol della scuola Sena Kashiwazaki, che non ha amicizie femminili; Yukimura Kusunoki, un'effeminata matricola che idolatra Kodaka e spera che lo aiuti a diventare più virile; Rika Shiguma, una geniale matricola con tendenze fujoshi che si unisce al club dopo essere stata salvata da Kodaka da un incidente di laboratorio; Kobato, la sorella minore di Kodaka, fan accanita degli anime goth; Maria Takayama, una bambina prodigio di dieci anni, insegnante e novizia dell'istituto, incaricata di supervisionare le attività del club.

## Personaggi

Da sinistra verso destra: Yukimura, Rika, Sena, Yozora, Kobato, Kokada e Maria nella prima stagione dell'anime

Kodaka Hasegawa (羽瀬川 小鷹?, Hasegawa Kodaka)
Doppiato da Ryohei Kimura
Kodaka è un ragazzo nato da padre giapponese, che ha passato gran parte della sua vita in viaggio, e che al momento vive in America, e da madre inglese, morta anni addietro. Kodaka a causa del lavoro del padre si trasferisce nella casa in cui è nato, assieme alla sorellina. Al suo arrivo a scuola tutti sono convinti che sia un delinquente, poiché ha i capelli biondo scuro, che tutti pensano siano tinti, e uno sguardo che sembra molto cattivo e inquietante. In realtà Kodaka è un ragazzo tranquillo a cui piace leggere e cucinare, e che non ha alcun amico. Solo in passato, prima di lasciare la città, quando aveva dieci anni, aveva un amico, che però ha dovuto abbandonare quando si è trasferito, senza neppure salutarlo. Arrivato nella nuova città si ritrova quindi senza amici, anzi, sono tutti terrorizzati da lui. Un giorno inizia però a parlare con una compagna, Yozora, con la quale fonda il Club della Socializzazione, il quale viene poi detto il Club dei Vicini. Dopo quel giorno inizia a mostrare il suo vero carattere docile, e ad apprezzare tantissimo la vita con i nuovi amici del Club. Viene normalmente chiamato con il proprio nome, tranne che dalla piccola suor Maria, che lo chiama Onii-chan (fratellone), e da Yukimura, un ragazzo sempre vestito da femmina, che lo chiama Aniki. In diversi episodi ha dei flashback, in cui ripensa al suo amico d'infanzia, la cui identità verrà svelata solo nell'ultima puntata. Kodaka scopre che Sena non solo è stata sua amica quando era molto piccolo, ma che è anche la sua fidanzata, per decisione presa dai loro genitori. I due, però, scelgono di non darvi peso, visto che non è stata una loro scelta. Poco tempo dopo, però, Sena confessa a Kodaka che, in realtà, vorrebbe sposarlo e lo farebbe perché è innamorata di lui. Questa rivelazione lascia, però, sconvolto Kodaka, che non sa come comportarsi e passa una settimana lontano dal Club, senza vedere nessuno di loro. Alla fine, parlando con Rika, Kodaka capisce di dover affrontare i suoi timori e ammette di essere anche lui innamorato di Sena sin dal primo momento che l'ha vista, infatti ogni volta che uscivano in gruppo per le attività del club, lui in qualche modo riusciva a stare da solo con lei per un po', sperando di poterla conoscere meglio. Ciò nonostante, parlando con lei ed ammettendo i suoi sentimenti, le spiega che al momento non può uscire con lei perché è l'unico maschio del Club e avere una relazione con lei potrebbe creare difficoltà con le altre. Sena accetta questa sua decisione, usciranno insieme quando la situazione sarà migliorata.
Yozora Mikazuki (三日月 夜空?, Mikazuki Yozora)
Doppiata da Marina Inoue
Yozora è una ragazza della stessa età di Kodaka, anche lei senza alcun amico, benché a volte nei suoi discorsi si riferisca ad un amico del passato, che la chiamava con un soprannome, che però non vuole rivelare perché il suo amico era Kodaka ed era lui ad averle dato il soprannome Sora, ma lei non vuole dirgli la verità. È una bella ragazza con dei lunghi capelli neri, che si taglierà nell'ultimo episodio della prima serie, e dei bellissimi occhi viola. Yozore si comporta spesso in maniera subdola e persino antipatica nei confronti degli altri, soprattutto di Sena, che chiama Carne, e della piccola suor Maria, alla quale fa numerosi scherzi e che raggira in maniera a volte cattiva. Soffre probabilmente di claustrofobia, poiché quando sale su un autobus affollato si sente molto male, si rifiuta di entrare nella piscina, poiché troppo affollata, e non vuole andare al festival l'ultima settimana di vacanze, poiché ha paura che ci saranno tantissime persone. Ha comportamenti a volte violenti: picchia con uno scacciamosche la faccia delle ragazze che dicono cose pervertite o che non le vanno bene, inoltre in spiaggia schiaccia Sena con un piede, mentre le sta mettendo la crema solare, facendola piangere. Nonostante il suo aspetto molto burbero, in alcuni casi si nota che non è che una copertura: è infatti molto timida e fare la dura è un modo per non mostrare le proprie debolezze. È la fondatrice del Club della Socializzazione e gestisce le rare attività del gruppo. Alla fine della prima serie, si scopre che Yozora non è altri che Sora, l'amico d'infanzia di Kodaka 10 anni prima. Kodaka, però, non l'ha riconosciuta, perché Yozora da bambina si vestiva e comportava come un maschio, inoltre aveva i capelli corti. Yozora, consapevole di questo, ma troppo timida per spiegarlo chiaramente a Kodaka, cerca di trovare il modo di farglielo notare e si scopre che la creazione del Club non era altro che un modo per poter tornare ad essere amici come una volta, quando si chiamavano a vicenda Taka e Sora. Yozora col tempo si innamora di Kodaka, mostrandosi gelosa nei suoi confronti con tipici atteggiamenti tsundere. Quando Yozora scopre non solo che Kodaka e Sena sono fidanzati ma che sono stati amici d'infanzia tempo prima che lo diventassero lei e Kodaka, si sente molto insicura. Questo perché era convinta di essere l'unica ad avere un legame speciale con Kodaka, invece Sena sembra averne uno ancora più importante. Quando, durante un gioco, Kodaka e Sena devono baciarsi, Yozora si rifiuta di accettare una cosa simile e li ferma un attimo prima che la cosa avvenga, la regola del gioco viene poi aggirata da Kodaka con un "bacio indiretto" (cioè bevendo dallo stesso bicchiere di Sena). Quando Sena confessa a Kodaka di amarlo, Yozora è molto scossa e decide di allontanarsi per un po' dal Club, chiedendo a tutti di non provare a contattarla. Ironico è il fatto che quello che ha fatto Yozora per potersi riavvicinare a Kodaka le si sia rivoltato totalmente contro. Ha creato il Club per poter tornare ad essere sua amica e non si è mai fatta avanti aspettando che fosse lui ad avvicinarsi a lei, invece Kodaka si è innamorato di Sena e il Club stesso è stato il mezzo con cui quest'ultima e Kodaka hanno potuto legare, infatti Kodaka si è avvicinato a Sena anziché a Yozora.
Sena Kashiwazaki (柏崎 星奈?, Kashiwazaki Sena)
Doppiata da Kanae Itō
Sana è una bellissima ragazza bionda, con un grosso seno e dei bellissimi occhi azzurri. È molto popolare e numerosi ragazzi le fanno la corte, lei però non è assolutamente interessata a loro e li considera alla pari di zerbini. È la figlia del preside della scuola cui tutti i ragazzi sono iscritti, il padre è molto ricco, perciò lei si sente una specie di dea, troppo nobile per fare ciò che la maggior parte dei ragazzi normali fa. Molto probabilmente a causa della sua arroganza si è ritrovata senza alcun amico, perciò sin dal primo giorno si unisce al Club della Socializzazione. Al Club viene subito odiata da Yozora, che la chiama Carne a causa del seno gigantesco, il soprannome offensivo non le piace e quando Yozora la chiama così si mette a piangere, ma non cerca di combattere per levarselo, poiché è felice che qualcuno le abbia dato un soprannome, cosa che non le era mai successa, in quanto non ha amici. Le piace molto giocare ai videogiochi, soprattutto quelli di ruolo, in cui deve simulare delle conversazioni con altre persone. Non sa nuotare e chiede a Kodaka di insegnarglielo, imparando in una sola lezione lo stile libero. È una ragazza molto intelligente, con voti molto alti in tutte le materie, che si impegna duramente in tutto quello che fa, tanto che rimane sveglia per 53 ore al fine di imparare a giocare ad un videogame. Sena adora Kobato, la sorellina di Kodaka, e tutte le volte che riesce ad acchiapparla cerca di stare assieme a lei, suscitando il terrore della bambina. Quando Kodaka la porta in piscina per insegnarle a nuotare, quest'ultimo la difende da tre ragazzi che la insultano e cercano di picchiarla, mettendoli in fuga. Grazie a questo gesto, Sena si innamora di Kodaka. Si viene a sapere, inoltre, che Sena e Kodaka, pur non ricordandosene, erano amici quando erano molto piccoli (molto tempo prima che Kodaka conoscesse Yozora 10 anni fa) e che i loro genitori hanno combinato il loro matrimonio. Ragion per cui Sena e Kodaka sono fidanzati. Sena, inoltre, sorprende tutto il Club e sconvolge soprattutto Kodaka quando gli dice chiaramente che vorrebbe sposarlo e non perché lo vorrebbero i loro genitori, ma perché è innamorata di lui. Una settimana circa dopo, durante la quale Kodaka non ha parlato con nessuno del Club, a parte Rika e Yukimura una volta ciascuno, Kodaka confessa a Sena di ricambiare i suoi sentimenti, ma di non poter uscire con lei in questo momento perché la cosa potrebbe creare problemi con le altre ragazze del Club, essendo lui l'unico maschio. Sena accetta questa decisione e gli risponde che lo aspetterà.
Kobato Hasegawa (羽瀬川 小鳩?, Hasegawa Kobato)
Doppiata da Kana Hanazawa
Sorella minore di Kodaka frequentante una scuola media nei pressi della St. Chronica's Academy, è molto affezionata a suo fratello, che chiama "An-Chan", e diventa gelosa ogni volta che sente che lui non le dà l'attenzione che lei vorrebbe. Dopo aver visto un anime chiamato Kurogane no Necromancer, comincia a chiamarsi "Reisis V. Felicity Sumeragi", un vampiro che ha vissuto più di mille anni, e in questa veste indossa un abito da Gothic Lolita, porta sull'occhio destro una lente a contatto rossa in modo che sembri avere l'eterocromia e beve sangue (in realtà succo di pomodoro), anche se si comporta ancora come una bambina normale: mangia, seppur con riluttanza, le sue verdure, fa il bagno quando Kodoka glielo dice e rimane in casa quando fa caldo. Quando Kobato entra a far parte del Club dei Vicini, vede Maria come una rivale per l'affetto fraterno di Kodaka e fa spesso a botte con lei. Nel capitolo 25 viene rivelato che, nonostante sia più grande di Maria, ha i seni più piccoli. Più tardi, quando il Club dei Vicini va a visitare la sua scuola per vedere un film realizzato dalla sua classe per la festa della scuola (in cui lei era l'attrice protagonista), è stato rivelato che era molto popolare a scuola, ma lei si è sempre rifiutata di fare amicizia con i suoi compagni di scuola, non importa quanto duramente cercassero di fare amicizia con lei.
Rika Shiguma (志熊 理科?, Shiguma Rika)
Doppiata da Misato Fukuen
È una studentessa del primo anno e una scienziata molto capace fin dalle elementari alla quale la scuola ha dato una stanza speciale così da non dover frequentare le lezioni. Dopo che Kodaka la salva quando cade priva di sensi nel corso di un disastroso esperimento di laboratorio, si offre di ripagare la sua gentilezza con favori sessuali, ed entra a far parte del Club dei Vicini solo per avvicinarsi a lui. Rika ha l'abitudine di inserire qualsiasi allusione sessuale possibile nei suoi discorsi, al punto da trovare normale convertire ogni pensiero innocente in qualcosa di perverso. Per esempio, nella sua prima apparizione, descrive quanto ha corso il rischio di essere stuprata a Kodaka davanti a tutta la classe, facendo erroneamente pensare a loro che lui abbia abusato di lei. Essendo una fujoshi, è una consumatrice appassionata di riviste BL (boys love), ma si eccita particolarmente con le storie che coinvolgono il rapporto tra mecha. Lei usa la sua immagine di tipica scienziata con gli occhiali per distogliere gli altri dalla sua natura perversa. In lingua originale, ad aggravare la sua eccentricità, parla di sé in terza persona. Nella light novel e nella seconda stagione dell'anime qualche volta cambia taglio di capelli. Nel volume 7 della light novel, si scopre che è sorprendentemente quella che conosce meglio i sentimenti di Kodaka, ma che ha sempre evitato di criticarlo apertamente. Fa capire a Kodaka di sapere perfettamente come lui si senta e anche che il suo far finta di non sentire quando le ragazze dicono cose importanti riguardo ai loro sentimenti nei suoi confronti non è che un modo per scappare ed evitare di prendere decisioni, ingannando se stesso e gli altri al tempo stesso. Nel volume 8, Rika accetta di essere sua amica, facendo di lui il primo amico che abbia mai avuto in tutta la sua vita. Stranamente, quando Rika chiede a Kodaka un'opinione sul suo aspetto fisico quando cambia modo di vestire o taglio di capelli, Kodaka commenta a voce alta senza neanche accorgersene (credendo di star solamente pensando), esprimendo chiaramente di trovare Rika molto affascinante, cosa che mette in imbarazzo lei ed ingelosisce le altre ragazze.
Yukimura Kusunoki (楠 幸村?, Kusunoki Yukimura)
Doppiata da Nozomi Yamamoto
Yukimura viene introdotto come uno stalker di Kodaka. Studente sofferente di scarsa autostima (anche a causa del suo aspetto effeminato che lo fa somigliare ad una ragazza), ammira Kodaka per essere un fuorilegge romantico e maschile che vive la vita nel modo che vuole, e si impegna con entusiasmo nel diventare il suo "subalterno" per diventare più virile. Nonostante la pretesa di essere un ragazzo, Yukimura veste solitamente con abiti da ragazza, in genere quelli di una cameriera francese quando è al club o un bikini se va in un parco acquatico o in spiaggia (in quanto convinto da Yozora che ciò sarebbe stato una prova d'allenamento perché a suo dire un vero uomo può sprizzare virilità anche indossando vestiti femminili). Nel volume 5, capitolo 6 della light novel, Kodaka scopre che Yukimura è effettivamente una ragazza, anche a sorpresa di quest'ultimo, ma è sempre stato educato come un maschio dalla sua famiglia, che voleva un ragazzo come erede e non una femmina. Yukimura si riferisce a Kodaka come Aniki (fratello maggiore), e tende a prendere i suoi "ordini" un po' troppo alla lettera; quando Kodaka gli/le chiede di portare a Maria qualcosa di sano da mangiare, lui/lei le porta delle proteine e cerca di costringerla a mangiare infilandogliele in bocca finché lei non finiva tutto.
Maria Takayama (高山 マリア?, Takayama Maria)
Doppiata da Yuka Iguchi
Maria è l'insegnante coordinatrice del Club dei Vicini e suora nonostante sia una bambina di dieci anni. Pur essendo geniale è anche molto maleducata e immatura, e se infastidita strilla delle imprecazioni inadatte tanto per una bambina quanto per una suora. In seguito sviluppa un rapporto fratello-sorella con Kodaka, in quanto le fa regolarmente i pranzi al sacco, ed è molto affettuosa con lui, suscitando l'ira di Kobato. È facilmente manipolata da Yozora nel fare le cose per lei, di solito quando questa accenna che non riuscirebbe a fare i compiti di un adulto, o dandole come "bustarella" un sacchetto di patatine. Nell'episodio 4 dell'anime si scopre che Yozora l'ha convinta a firmare i moduli del club con l'inganno dicendole che era scritto nella Bibbia. Nell'ultimo episodio della prima serie però si viene a sapere che inizialmente Yozora ha tentato di convincerla gentilmente, ma Maria ha rifiutato sgarbatamente (non volendo rinunciare alla stanza dove faceva i suoi riposini pomeridiani) e con insulti, fino al punto di farle perdere la pazienza. Nel volume 8, viene rivelato che Maria non è mai stata una suora o un insegnante della St. Chronica's Academy, in primo luogo, il che porta il Club dei Vicini quasi allo scioglimento. Ma Sena, sfruttando l'autorità di suo padre, è stata in grado di salvare Club dei Vicini con la nomina di Maria come particolare professoressa straordinaria per il club.

## Media

### Light novel

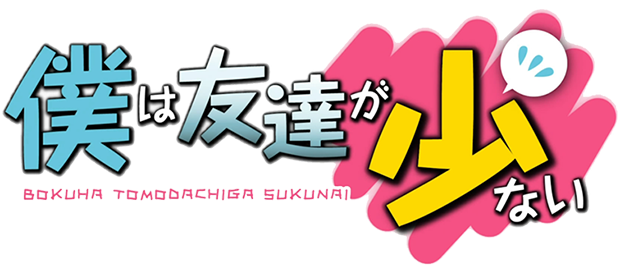
Logo originale della serie

Scritte da Yomi Hirasaka e illustrate da Buriki, le novel sono state pubblicate dall'editore Media Factory a partire dal 2009 per poi terminare nel 2015. In tutto sono stati pubblicati undici volumi.
In Italia è stato pubblicato il solo primo volume da J-Pop il 28 febbraio 2013. In un'intervista svolta da AnimeClick.it nel settembre 2019, J-Pop ha dichiarato che i numeri di vendita della serie erano stati piuttosto scoraggianti.

#### Volumi
| Nº | Data di prima pubblicazione | Data di prima pubblicazione | Data di prima pubblicazione | Data di prima pubblicazione |
| Nº | Giapponese                  | Giapponese                  | Italiano                    | Italiano                    |
| -- | --------------------------- | --------------------------- | --------------------------- | --------------------------- |
| 1  | 25 agosto 2009              | ISBN 978-4-84-012879-7      | 28 febbraio 2013            | ISBN 978-88-6634-339-4      |
| 2  | 25 novembre 2009            | ISBN 978-4-84-013095-0      | —                           | —                           |
| 3  | 25 marzo 2010               | ISBN 978-4-84-013252-7      | —                           | —                           |
| 4  | 23 luglio 2010              | ISBN 978-4-84-013457-6      | —                           | —                           |
| 5  | 25 novembre 2010            | ISBN 978-4-84-013589-4      | —                           | —                           |
| 6  | 25 maggio 2011              | ISBN 978-4-84-013881-9      | —                           | —                           |
| 7  | 22 settembre 2011           | ISBN 978-4-84-014222-9      | —                           | —                           |
| 8  | 25 giugno 2012              | ISBN 978-4-84-014598-5      | —                           | —                           |
| 9  | 23 agosto 2013              | ISBN 978-4-84-015129-0      | —                           | —                           |
| 10 | 6 giugno 2014               | ISBN 978-4-04-066392-0      | —                           | —                           |
| 11 | 25 agosto 2015              | ISBN 978-4-04-067751-4      | —                           | —                           |

### Manga

Copertina del primo volume dell'edizione italiana del manga a cura di J-Pop, raffigurante Yozora Mikazuki

Le novel sono state adattate in due serie manga
Il primo adattamento, che mantiene lo stesso titolo delle light novel e la stessa trama, è stato realizzato da Itachi e pubblicato sulla rivista Monthly Comic Alive; è iniziato nel 2010 e si è concluso nel 2021, per un totale di venti volumi tankōbon. In Italia è stato pubblicato dal 20 ottobre 2012 al 13 aprile 2022 da J-Pop con il titolo Haganai - Come scegliersi gli amici.
La seconda versione è scritta da Misaki Harukawa e disegnata da Shōichi Taguchi ed è intitolata Boku wa tomodachi ga sukunai +; è stata pubblicata sulla rivista Jump Square dal 2010 al 2012 per un totale di due volumi. La storia è grossomodo la stessa ma con la differenza che i ruoli di Yozora e Sena sono invertiti.
Esistono poi altre due serie spin-off, intitolate Boku wa tomodachi ga sukunai hiyori e Boku wa tomodachi ga sukunai shobon!, che consistono in due raccolte di one-shot sui membri del club.

#### Volumi
| Nº | Data di prima pubblicazione             | Data di prima pubblicazione                                                 | Data di prima pubblicazione | Data di prima pubblicazione |
| Nº | Giapponese                              | Giapponese                                                                  | Italiano                    | Italiano                    |
| -- | --------------------------------------- | --------------------------------------------------------------------------- | --------------------------- | --------------------------- |
| 1  | 23 luglio 2010                          | ISBN 978-4-04-066294-7                                                      | 20 ottobre 2012             | ISBN 978-88-6634-338-7      |
| 2  | 23 maggio 2011                          | ISBN 978-4-84-013799-7                                                      | 30 novembre 2012            | ISBN 978-88-6634-360-8      |
| 3  | 22 settembre 2011                       | ISBN 978-4-84-014035-5                                                      | 31 gennaio 2013             | ISBN 978-88-6634-382-0      |
| 4  | 22 dicembre 2011                        | ISBN 978-4-84-014076-8                                                      | 27 aprile 2013              | ISBN 978-88-6634-428-5      |
| 5  | 23 aprile 2012                          | ISBN 978-4-84-014438-4                                                      | 28 settembre 2013           | ISBN 978-88-6634-488-9      |
| 6  | 23 agosto 2012                          | ISBN 978-4-84-014708-8                                                      | 21 giugno 2014              | ISBN 978-88-6634-892-4      |
| 7  | 22 dicembre 2012                        | ISBN 978-4-84-014767-5                                                      | 24 gennaio 2015             | ISBN 978-88-6883-092-2      |
| 8  | 23 aprile 2013                          | ISBN 978-4-84-015047-7                                                      | 19 marzo 2016               | ISBN 978-88-6883-450-0      |
| 9  | 22 novembre 2013                        | ISBN 978-4-04-066115-5                                                      | 18 maggio 2016              | ISBN 978-88-6883-514-9      |
| 10 | 22 marzo 2014                           | ISBN 978-4-04-066505-4                                                      | 10 agosto 2016              | ISBN 978-88-6883-720-4      |
| 11 | 23 settembre 2014                       | ISBN 978-4-04-066851-2                                                      | 29 dicembre 2016            | ISBN 978-88-6883-867-6      |
| 12 | 23 marzo 2015 (ed. regolare & limitata) | ISBN 978-4-04-067281-6 (ed. regolare) ISBN 978-4-04-067238-0 (ed. limitata) | 17 maggio 2017              | ISBN 978-88-6883-947-5      |
| 13 | 23 ottobre 2015                         | ISBN 978-4-04-067827-6                                                      | 22 novembre 2017            | ISBN 978-88-3275-210-6      |
| 14 | 23 luglio 2016                          | ISBN 978-4-04-068258-7                                                      | 13 giugno 2018              | ISBN 978-88-3275-211-3      |
| 15 | 22 aprile 2017                          | ISBN 978-4-04-069044-5                                                      | 22 novembre 2018            | ISBN 978-88-3275-212-0      |
| 16 | 23 febbraio 2018                        | ISBN 978-4-04-069627-0                                                      | 8 maggio 2019               | ISBN 978-88-3275-780-4      |
| 17 | 23 gennaio 2019                         | ISBN 978-4-04-065178-1                                                      | 13 novembre 2019            | ISBN 978-88-349-0088-8      |
| 18 | 23 ottobre 2019                         | ISBN 978-4-04-064087-7                                                      | 16 dicembre 2020            | ISBN 978-88-349-0272-1      |
| 19 | 23 marzo 2021                           | ISBN 978-4-04-680304-7                                                      | 2 febbraio 2022             | ISBN 978-88-349-0909-6      |
| 20 | 23 marzo 2021                           | ISBN 978-4-04-680387-0                                                      | 13 aprile 2022              | ISBN 978-88-349-0972-0      |

### Anime
La serie è stata adattata in una serie televisiva, prodotta da AIC Build e diretta da Hisashi Saitō, andata in onda dall'ottobre 2011 al dicembre 2011.
La sigla iniziale dell'anime è The Regrettable Neighbours Club Two and a Half Stars (残念系隣人部★★☆?, Zannenkei Rinjinbu Hoshi Futatsuhan) cantata da Marina Inoue, Kanae Itō, Nozomi Yamamoto, Misato Fukuen, Kana Hanazawa e Yuka Iguchi, mentre la sigla finale è My Feelings (私のキ・モ・チ?, Watashi no Ki-mo-chi) cantata da Marina Inoue.
Il 26 settembre 2011 è uscito un OAV. La sigla finale è You Are My Friend (君は友達?, Kimi wa Tomodachi), cantata Inoue, Itō, Yamamoto, Fukuen, Hanazawa, Iguchi e Ryohei Kimura.
Una seconda serie è stata mandata in onda nel gennaio 2013, sempre prodotta da AIC Build ma con la direzione di Toru Kitahata, mentre della sceneggiatura se n'è occupato Hirasawa, l'autore delle novel.

#### Episodi

##### Haganai
| Nº  | Titolo italiano (traduzione letterale) Giapponese 「Kanji」 - Rōmaji                                                           | In onda           | In onda |
| Nº  | Titolo italiano (traduzione letterale) Giapponese 「Kanji」 - Rōmaji                                                           | Giapponese        |         |
| OAV | La bollente pentola nera dà alle ragazze un cattivo odore 「闇鍋は美少女が残念な臭い」 - Yaminabe wa bishōjo ga zannen na nioi | 22 settembre 2011 |         |
| 1   | Non possiamo avere amici 「僕達は友達が出来ない」 - Boku-tachi wa tomodachi ga dekinai                                         | 7 ottobre 2011    |         |
| 2   | Non c'è Dio in un mondo virtuale 「電脳世界は神様が居ない」 - Dennō sekai wa kamisama ga inai                                  | 14 ottobre 2011   |         |
| 3   | Non ci sono flag in piscina 「市民プールはフラグがない」 - Shimin pūru wa furagu ga nai                                        | 21 ottobre 2011   |         |
| 4   | Le matricole non sanno trattenersi 「後輩達は遠慮がない」 - Kōhai-tachi wa enryo ga nai                                        | 28 ottobre 2011   |         |
| 5   | Stavolta a SAGA c'è una dura battaglia 「今度はSAGAがガチな戦い」 - Kondo wa SAGA ga gachi na tatakai                          | 4 novembre 2011   |         |
| 6   | Il karaoke ha pochi clienti 「カラオケボックスは客が少ない」 - Karaoke bokkusu wa kyaku ga sukunai                             | 11 novembre 2011  |         |
| 7   | Il mio cellulare riceve poche chiamate 「携帯電話は着信が少ない」 - Keitai denwa wa chakushin ga sukunai                       | 18 novembre 2011  |         |
| 8   | Niente costumi da bagno scolastici stavolta 「スクール水着は出番がない」 - Sukūru mizugi wa deban ga nai                       | 25 novembre 2011  |         |
| 9   | I ricordi del preside sono dolorosi 「理事長は追想が切ない」 - Rijichō wa tsuisō ga setsunai                                   | 2 dicembre 2011   |         |
| 10  | Nessuno dorme al campo estivo 「合宿は皆が寝ない」 - Gasshuku wa minna ga nenai                                                | 9 dicembre 2011   |         |
| 11  | Le ragazze in yukata sono carinissime 「女子は浴衣姿がな、超可愛い」 - Joshi wa yukata sugata ga na, chō kawaii                | 16 dicembre 2011  |         |
| 12  | Non abbiamo molti amici 「僕達は友達が少ない」 - Boku-tachi wa tomodachi ga sukunai                                            | 23 dicembre 2011  |         |
| OAV | La fine di questo racconto a turno è sorprendente 「リレー小説は結末が半端ない」 - Rirē shōsetsu wa ketsumatsu ga hanpanai     | 26 settembre 2012 |         |

##### Haganai NEXT
| Nº | Titolo italiano (traduzione letterale) Giapponese 「Kanji」 - Rōmaji | In onda          | In onda |
| Nº | Titolo italiano (traduzione letterale) Giapponese 「Kanji」 - Rōmaji | Giapponese       |         |
| 1  | Credo che ci sia qualcosa di sbagliato nella mia gioventù 「やはり俺の青春はまちがっている」 - Yahari ore no seishun wa machigatteiru                                                                      | 11 gennaio 2013  |         |
| 2  | Homo Game Club 「ホモゲ部」 - Homoge bu | 18 gennaio 2013  |         |
| 3  | Le mie sorelline sono troppo carine 「俺の妹達がこんなに可愛い」 - Ore no imōto-tachi ga konna ni kawaii                                                                                                   | 25 gennaio 2013  |         |
| 4  | C'è un uomo tra di loro! 「この中に１人、男がいる！」 - Kono naka ni hitori, otoko ga iru! | 1º febbraio 2013 |         |
| 5  | Non puoi fare così! La mia visione del mondo si distorce quando sono con te 「そんな遊びはいけません！～君がいると世界観が乱れる～」 - Sonna asobi wa ikemasen! ~Kimi ga iru to sekaikan ga midareru~      | 8 febbraio 2013  |         |
| 6  | Strana ragazza invulnerabile 「奇行少女は傷つかない」 - Kikō shōjo wa kizutsukanai | 15 febbraio 2013 |         |
| 7  | È mio fratello, ma finché c'è amore non importa se ha altre sorelline, giusto? 「お兄ちゃんだけど愛さえあれば妹が増えても関係ないよねっ」 - Onii-chan dakedo ai sae areba imōto ga fuetemo kankeinai yo ne | 22 febbraio 2013 |         |
| 8  | La mia amica d'infanzia è un po' troppo agguerrita 「俺の幼なじみが修羅場すぎる」 - Ore no osananajimi ga shuraba sugiru                                                                                   | 1º marzo 2013    |         |
| 9  | Gatte randagie in calore 「迷い猫オーバーヒート」 - Mayoi neko ōbāhīto | 8 marzo 2013     |         |
| 10 | Il re dello sconforto e la storia seria 「残念王と笑えない話」 - Zannen ō to waraenai hanashi | 15 marzo 2013    |         |
| 11 | Io, un pollo confuso 「迷えるチキンな俺」 - Mayoeru chikin na ore | 22 marzo 2013    |         |
| 12 | Io ho degli... amici 「僕は友達が...」 - Boku wa tomodachi ga... | 29 marzo 2013    |         |

### Videogioco
Il 23 febbraio 2012 è stato reso disponibile anche un videogioco visual novel per PlayStation Portable ispirato alla serie e pubblicato dalla Namco Bandai. Il gioco ha venduto 56 969 copie.

## Accoglienza
Il secondo volume dell'adattamento manga si è classificato al settimo posto nella top 30 del Japanese Comic Ranking, nella settimana dal 23 al 29 maggio 2011.
Rebecca Silverman di Anime News Network ha trovato la prima graphic novel "abbastanza divertente" con le illustrazioni del disegnatore Itachi "tra bellissime rappresentazioni delle ragazze e schizzi disordinati, che in realtà funzionano bene per la serie". Mentre la premessa "ricostruisce un terreno familiare", ha notato le reazioni delle ragazze nel capitolo della simulazione di appuntamenti come il momento clou del volume.
Tim Jones di THEM Anime Reviews ha assegnato alla serie anime tre su cinque stelle. Ha raggruppato lo spettacolo dei disadattati sociali come un "gioco volgare pieno di un sacco di cheesecake e commedia prendere o lasciare", con "grandi protagonisti, personaggi secondari decenti", e che non "aveva bisogno di ricordare in ogni episodio quanto fosse enorme il seno di Sena".
Carl Kimlinger di Anime News Network ha trovato la serie anime interessante in quanto inizia con dei protagonisti disadattati che trovano amici e ha rimandato i tipici intrecci della commedia romantica, ma ha perso dei punti in quanto la serie stava "assumendo il bagaglio dell'harem" sempre più stereotipato e questo lasciava a desiderare la storia. Ha trovato che gli episodi presentassero pochissime novità: "Le relazioni cambiano poco, i personaggi non si evolvono affatto e il messaggio - che questi emarginati hanno già trovato i loro amici e si rifiutano di ammetterlo - rimane lo stesso. Potremmo anche guardare i primi due episodi che si ripetono all'infinito". Bamboo Dong ha affermato che la forza della serie sta nello sviluppo dei personaggi, ma il suo svantaggio era che tali momenti sono pochi rispetto all'"umorismo referenziale riciclato, come disegnare i personaggi all'interno di un videogioco, o disegnandoli all'interno di un sim di appuntamenti ", e la stessa" pasta insipida di vecchie barzellette". Dong preferiva il doppiaggio inglese poiché i personaggi che si insultavano a vicenda erano meglio che il noioso insulto in giapponese.
Andy Hanley di UK Anime Network ha dato alla serie anime un 6/10 e ha definito l'anime una serie di due metà, dove la prima conteneva "episodi fantastici ed estremamente divertenti" ma la seconda era "sempre più stanca e persino sgradevole" dove i "concetti comici infallibili come una visita al karaoke o in piscina non riescono a fare nulla di degno di nota con il loro soggetto". Ha affermato che i personaggi principali hanno indebolito la serie in seguito con "l'atteggiamento sarcastico e prepotente di Yozora che funziona così bene nei primi episodi ma che si trasforma in cattiveria e poi in vero e proprio bullismo", mentre non gradì le ossessioni di Sena di farla "diventare una specie di cavallo morto che la serie insiste nel fustigare". In seguito ha dato alla prima graphic novel un 4/10. Hanley vide Yozora e Sena come delle "stronze enormi" rispetto all'anime, e ha scritto che "un titolo migliore per la serie poteva essere Probabilmente per il meglio che non hai amici". Ha trovato la traduzione di Seven Seas equilibrata e che la sua presentazione era senza lamentele.